# Phthiocerole

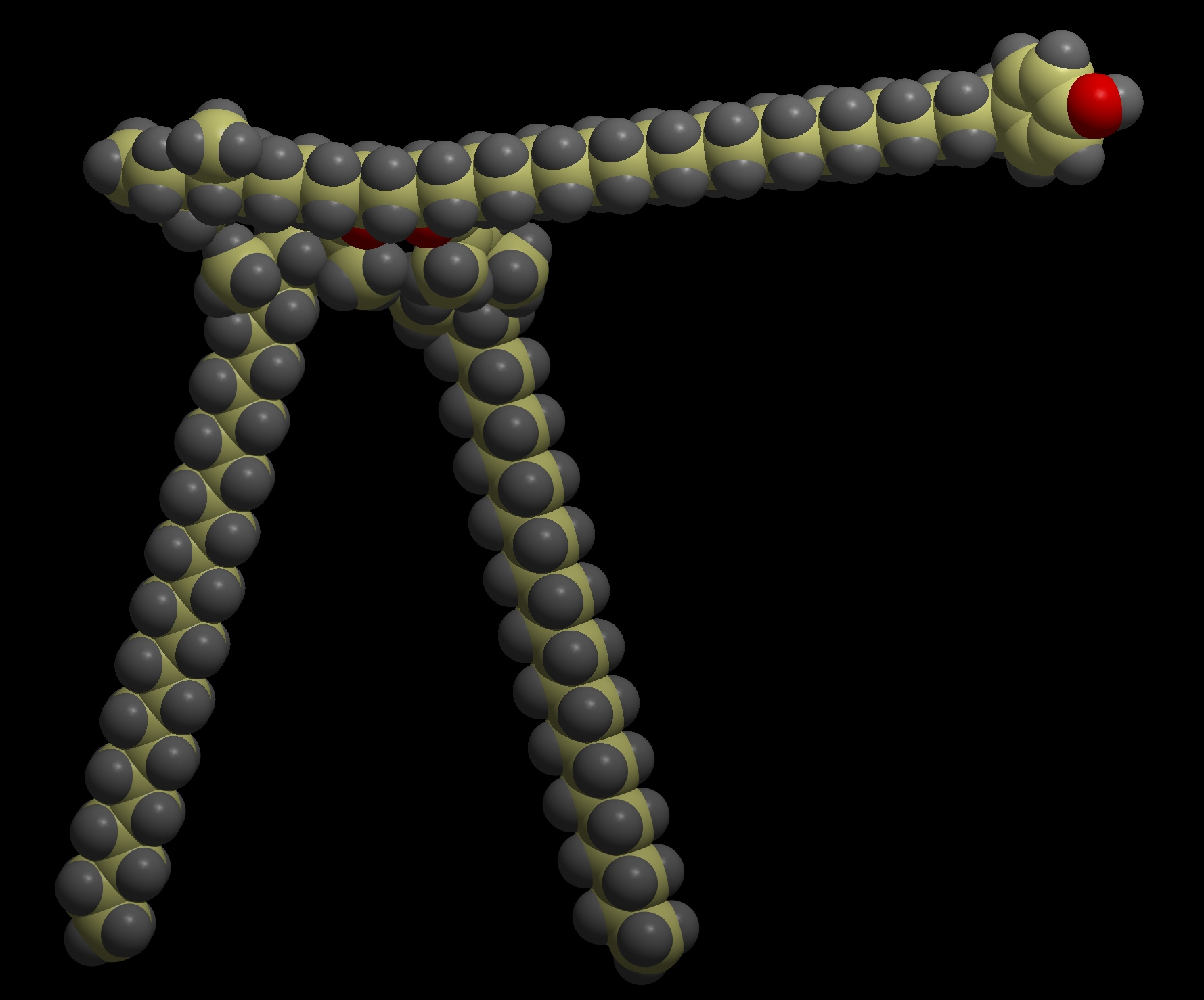
Typisches Phthiocerol-Lipid (PDIM) der Mycobakterienzellwand als VDW-Modell

Phthiocerole und Phthiocerol-Lipide sind eine Gruppe von Wachsen, die ausschließlich von pathogenen Mycobakterien produziert werden und Teil ihrer äußersten Zellwand sind. Es handelt sich insgesamt um langkettige Diole, deren Diester mit speziellen langkettigen Fettsäuren, sowie weitere Derivate wie Ketone und Glykoside. Sie sind mit dafür verantwortlich, dass genannte Keime in der Lage sind, die angeborene Immunantwort des befallenen Organismus zu stoppen und in Makrophagen auf lange Zeit zu überleben ("latente Infektion"). Ein Drittel der Weltbevölkerung ist latent mit Mycobakterien infiziert.
Der Grundkörper der Phthiocerol-Lipide ist das Phthiocerol mit 33 bis 41 C-Atomen, das zwei benachbarte Hydroxygruppen und eine Methyl- und eine Methoxygruppe trägt. Mit ihm verestert sind zwei identische Fettsäurereste, die 27 bis 31 C-Atome lang sein können und zwei oder drei Methylreste in 2,3,4-Position tragen. Da diese Fettsäuren Mycocerosinsäure und Phthioceransäure heißen, haben Diester die Namen Phthioceroldimycocerosat (DIM) beziehungsweise Phthioceroldiphthioceranat (DIP). Ein weiteres Phenylderivat wird mit PDIM und Glykoside mit PGL (phenolisches Glykolipid) abgekürzt. Die Länge der Ketten und Zusammensetzung der Glykoside ist in jeder Bakterienspezies unterschiedlich.
Nach der Aufnahme (Phagozytose) von Mycobakterien durch Fresszellen des befallenen Organismus befinden sich diese zunächst in einem Phagosom genannten Endosom. Der normale Prozess wäre eine schrittweise Reifung des Endosoms mit nachfolgender Verschmelzung mit einem Lysosom. Es konnte nachgewiesen werden, dass PDIM ein Faktor in Mycobacterium marinum ist, der dies verhindert.

## Verwendung als Biomarker
Phthiocerole sind einerseits stabile Wachse, andererseits spezifisch für Mycobakterien. Daher sind sie bestens geeignet, um als Anzeiger für eine Mycobakterien-Infektion in Säugetierskeletten zu dienen. Diese Eigenschaften konnten in einer Studie an fast 200 Jahre alten Leichen bestätigt werden, die nachweislich an Tuberkulose gestorben waren.